# Волтер Ротшильд
Лайонел Волтер Ротшильд, 2-й барон Ротшильд, (англ. Lionel Walter Rothschild, 2nd Baron Rothschild; 8 лютого 1868 — 27 серпня 1937) — британський банкір, політик, зоолог, представник родини Ротшильдів. Як сіоністський лідер свого часу, він отримав від уряду Британії знамениту Декларацію Бальфура, в якій йшлося про підтримку створення єврейського автономного осередку в Палестині, що в майбутньому призвело до створення незалежної держави Ізраїль. У 1925—1926 роках Ротшильд був президентом Ради депутатів британських євреїв.

## Раннє життя
Волтер Ротшильд народився в Лондоні. Він був старшим сином і спадкоємцем Емми Луїзи фон Ротшильд і Натана Ротшильда, 1-го барона Ротшильда, надзвичайно багатого фінансиста міжнародної фінансової династії Ротшильдів і першого єврейського пера в Англії.
У віці семи років він заявив, що буде керувати зоологічним музеєм, і в дитинстві збирав комах та інших тварин. Серед його домашніх тварин у сімейному будинку Трінг Парк були кенгуру та екзотичні птахи.
У Волтера було слабке здоров'я і він здобував освіту вдома. У юності він подорожував Європою, навчався один рік у Боннському університеті, потім поступив до коледжу Магдалини в Кембриджі. Провчився два роки, але у 1889 році покинув Кембридж, щоб зайнятися сімейним банківським бізнесом.
У віці 21 року Волтер почав працювати в сімейному банку NM Rothschild & Sons в Лондоні. Він працював там з 1889 по 1908 рік, хоча не любив своєї роботи. Лише у 1908 році, у віці 40 років, родина нарешті дозволила йому відмовитись від роботи. Його батьки заснували для нього зоологічний музей та відкрили рахунок для фінансування експедицій по всьому світу з метою пошуку тварин.
Ротшильд був досить високим, його ріст сягав 191 см. У нього були проблеми з мовленням через свою сором'язливість. Хоча він ніколи не одружувався, у Ротшильда було дві коханки, одна з яких народила від нього дочку.

## Внесок у зоологію

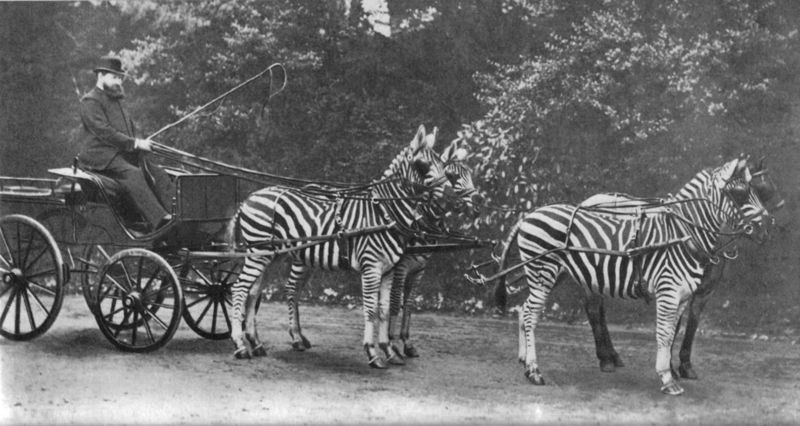
Ротшильд зі своєю знаменитою каретою із зебрами (Equus quagga), на якій він від'їхав до Букінгемського палацу.

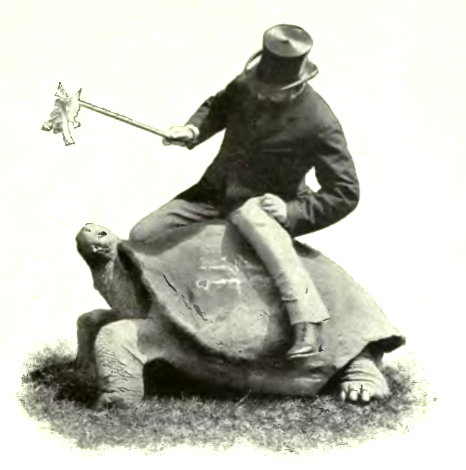
Лорд Ротшильд на гігантській черепасі

Ротшильд вивчав зоологію в коледжі Магдалини в Кембриджі. Знайомство з Альбертом Гюнтером викликало інтерес до систематики птахів і метеликів.
Попри те, що сам Ротшильд багато років подорожував і збирав по Європі та Північній Африці, через свою роботу та проблеми зі здоров'ям він не міг багато часу присвячувати науці. Натомість він наймав інших дослідників, професійних колекціонерів і натуралістів, які збирали для нього тварин у віддалених та маловідомих частинах світу. Він також наймав таксидермістів, бібліотекаря і професійних вчених: Ернста Гартерта для вивчення птахів та Карла Джордана для ентомології.
Колекція Ротшильдів включала 300 000 шкур птахів, 200 000 яєць птахів, 2 250 000 метеликів та 30 000 жуків, а також тисячі екземплярів ссавців, плазунів та риб. Це найбільша зоологічна колекція, коли-небудь накопичена приватною особою.
На його честь названо жирафа Ротшильда (Giraffa camelopardis rothschildi). Також ще 153 комахи, 58 птахів, 17 ссавців, три риби, три павуки, дві рептилії, одна багатоніжка та один хробак мають його ім'я.
У 1892 році Ротшильд відкрив свій приватний музей. У ньому розміщувалася одна з найбільших природознавчих колекцій у світі та була відкрита для відвідування. У 1932 році він був змушений продати переважну більшість своєї колекції птахів Американському музею природної історії після того, як його шантажувала колишня коханка.
У 1933 році він був одним з засновників Британського фонду з орнітології (BTO), організації з вивчення птахів на Британських островах.
Після його смерті в 1937 році згідно із заповітом його музей переданий Британському музею. Його музей зараз називається Зоологічний музей Волтера Ротшильда.
Ротшильд був удостоєний звання почесного доктора університету в Гіссені в 1898 році, обраний довіреною особою Британського музею в 1899 році та обраний членом Королівського товариства в 1911 році.

### Публікації
Ротшильд є автором близько 765 публікацій. З них 27 співавтором був Ернст Гартерт, а 16 — Карл Джордан. Ротшильд опублікував 278 статей у «Бюлетені Британського клубу орнітологів», а 318 статей у журналі «Novitates Zoologicae», який він заснував у 1894 році.

## Політична кар'єра

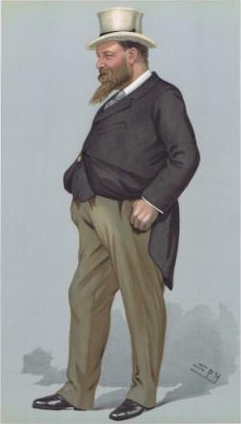
Ротшильд, карикатура Леслі Ворда для Vanity Fair, 1900 рік

Волтер Ротшильд був членом парламенту від Консервативної партії від Ейлсбері з 1899 до 1910 року.

## Сіонізм
Як активний сіоніст і близький друг Хаїма Вейцмана, він працював над формулюванням проєкту декларації про єврейську батьківщину в Палестині. 2 листопада 1917 року він отримав лист від британського міністра закордонних справ Артура Бальфура. У листі британський уряд заявив про підтримку створення в Палестині «національного дому для єврейського народу». Лист відомий під назвою Декларація Бальфура.